# تيريزا بارك
تيريزا بارك (بالإنجليزية: Theresa Park)‏ هي وكيلة أدبية ومحامية أمريكية، ولدت في 1967.